# Synot liga 2014-15
La Synot Liga 2014-15 fue la vigésima segunda temporada de la Liga Checa de Fútbol, la máxima categoría del fútbol profesional de la República Checa. El torneo se comenzó a disputar el día 25 de julio de 2014 y finalizó el 23 de mayo de 2015, hubo un receso invernal entre los meses de noviembre y febrero. El Viktoria Plzeň ganó su tercer título de liga.

## Ascensos y descensos
Los clubes Sigma Olomouc y 1. SC Znojmo, descendidos la temporada anterior, son reemplazados para este torneo por el campeón y subcampeón de la Druhá liga, el Dynamo České Budějovice y el FC Hradec Králové, que vuelven a la máxima división tras haber descendido ambos en la temporada 2012-13.
| Pos. | Descendidos de la Gambrinus liga 2013-14 |
| ---- | ---------------------------------------- |
| 15.º | Sigma Olomouc                            |
| 16.º | 1. SC Znojmo                             |

| Pos. | Ascendidos de la Druhá liga 2013-14 |
| ---- | ----------------------------------- |
| 1.º  | Dynamo České Budějovice             |
| 2.º  | FC Hradec Králové                   |

## Información de los equipos
| Club                | Ciudad           | Estadio                   | Capacidad |
| ------------------- | ---------------- | ------------------------- | --------- |
| FC Baník Ostrava    | Ostrava          | Bazaly                    | 10.039    |
| Bohemians 1905      | Praga            | Ďolíček                   | 5.000     |
| SK Dynamo ČB        | České Budějovice | Stadion Střelecký ostrov  | 6.681     |
| FK Dukla Praga      | Praga            | Stadion Juliska           | 8.150     |
| FC Hradec Králové   | Hradec Králové   | Všesportovní stadion      | 7.220     |
| FK Jablonec         | Jablonec         | Chance Arena              | 6.280     |
| FK Mladá Boleslav   | Mladá Boleslav   | Městský stadion (MB)      | 5.000     |
| 1. FK Příbram       | Příbram          | Na Litavce                | 9.100     |
| SK Slavia Praga     | Praga            | Eden Arena                | 20.800    |
| 1. FC Slovácko      | Uherské Hradiště | Městský fotbalový stadion | 8.121     |
| FC Slovan Liberec   | Liberec          | Stadion u Nisy            | 9.900     |
| AC Sparta Praga     | Praga            | Generali Arena            | 19.416    |
| FK Teplice          | Teplice          | Na Stínadlech             | 18.221    |
| FC Viktoria Plzeň   | Pilsen           | Doosan Arena              | 11.722    |
| FC Vysočina Jihlava | Jihlava          | Stadion v Jiráskove ulici | 4.075     |
| FC Zbrojovka Brno   | Brno             | Městský stadion (Brno)    | 12.550    |

## Tabla de posiciones
- Actualizado al final del torneo el 23 de mayo de 2015.

| ---             | Pos. | Equipos              | PJ | PG | PE | PP | GF | GC | DIF | PTS |
| --------------- | ---- | -------------------- | -- | -- | -- | -- | -- | -- | --- | --- |
| Clasificó a UCL | 1.   | Viktoria Plzeň       | 30 | 23 | 3  | 4  | 70 | 24 | +46 | 72  |
| Clasificó a UCL | 2.   | Sparta Praga         | 30 | 21 | 4  | 5  | 57 | 20 | +37 | 67  |
| Clasificó a UEL | 3.   | Jablonec             | 30 | 19 | 7  | 4  | 58 | 22 | +36 | 64  |
| Clasificó a UEL | 4.   | Mladá Boleslav       | 30 | 13 | 7  | 10 | 43 | 34 | +9  | 46  |
|                 | 5.   | Příbram              | 30 | 12 | 7  | 11 | 40 | 45 | -5  | 43  |
|                 | 6.   | Dukla Praga          | 30 | 11 | 8  | 11 | 34 | 40 | -6  | 41  |
|                 | 7.   | Teplice              | 30 | 9  | 11 | 10 | 41 | 37 | +4  | 38  |
|                 | 8.   | Bohemians Praga 1905 | 30 | 10 | 8  | 12 | 35 | 41 | -6  | 38  |
|                 | 9.   | Slovácko             | 30 | 10 | 7  | 13 | 43 | 46 | -3  | 37  |
|                 | 10.  | Vysočina Jihlava     | 30 | 10 | 6  | 14 | 33 | 38 | -5  | 36  |
|                 | 11.  | Slavia Praga         | 30 | 9  | 7  | 14 | 40 | 45 | -5  | 34  |
| Clasificó a UEL | 12.  | Slovan Liberec       | 30 | 7  | 12 | 11 | 39 | 43 | -4  | 33  |
|                 | 13.  | Zbrojovka Brno       | 30 | 9  | 6  | 15 | 34 | 45 | -11 | 33  |
|                 | 14.  | Baník Ostrava        | 30 | 8  | 9  | 13 | 23 | 41 | -18 | 33  |
| Descendido      | 15.  | Hradec Králové       | 30 | 6  | 7  | 17 | 26 | 52 | -26 | 25  |
| Descendido      | 16.  | České Budějovice     | 30 | 5  | 7  | 18 | 29 | 72 | -43 | 22  |

|  | Clasificado para la Liga de Campeones de la UEFA 2015-16 |
|  | Clasificado a la Liga Europa de la UEFA 2015-16          |
|  | Desciende a la Druhá liga                                |

## Máximos goleadores
| Pos | Jugador          | Club           | Goles |
| --- | ---------------- | -------------- | ----- |
| 1   | David Lafata     | Sparta Praga   | 20    |
| 2   | Milan Škoda      | Slavia Praga   | 19    |
| 3   | Libor Došek      | Slovácko       | 16    |
| 4   | Aidin Mahmutović | Viktoria Plzeň | 12    |
| 4   | Josef Šural      | Slovan Liberec | 12    |

## Campeón
| Campeón Viktoria Plzeň 3º título |